# Heidi Eisterlehner
Heidi Eisterlehner, née le 25 octobre 1949 à Magdebourg, ex-RDA et morte le 15 mai 2025, est une joueuse de tennis allemande (ex-RFA), professionnelle dans les années 1970 et jusqu'au milieu des années 1980.
En 1976, elle a joué les quarts de finale à l'Open d'Australie (battue par Helen Gourlay-Cawley), sa meilleure performance en simple dans une épreuve du Grand Chelem. 

## Palmarès

### Titre en simple dames
| No | Date       | Nom et lieu du tournoi     | Catégorie | Surface      | Finaliste       | Score    |  |
| -- | ---------- | -------------------------- | --------- | ------------ | --------------- | -------- |  |
| 1  | 10-01-1977 | New Zealand Open, Auckland |           | Gazon (ext.) | Karen Krantzcke | 6-4, 6-4 |  |

### Finales en simple dames
| No | Date       | Nom et lieu du tournoi                        | Catégorie      | Dotation | Surface      | Vainqueure             | Score    |          |
| -- | ---------- | --------------------------------------------- | -------------- | -------- | ------------ | ---------------------- | -------- | -------- |
| 1  | 09-05-1977 | German Open Championships, Hambourg           | Colgate Series | 35 000 $ | Terre (ext.) | Laura duPont           | 6-1, 6-4 | Parcours |
| 2  | 02-02-1981 | Avon Futures of Central Pennsylvania, Hershey | Futures        | 30 000 $ | Dur (int.)   | Marianne van der Torre | 6-0, 7-6 | Parcours |

### Titre en double dames
Aucun

### Finales en double dames
| No | Date       | Nom et lieu du tournoi               | Catégorie | Surface      | Vainqueures                    | Partenaire       | Score         |          |
| -- | ---------- | ------------------------------------ | --------- | ------------ | ------------------------------ | ---------------- | ------------- | -------- |
| 1  | 15-12-1975 | New South Wales Championships Sydney |           | Gazon (ext.) | Evonne Goolagong Helen Gourlay | Helga Masthoff   | 6-3, 4-6, 6-3 | Parcours |
| 2  | 12-07-1976 | Head Cup Kitzbühel                   |           | Terre (ext.) | Helen Anliot Mimi Wikstedt     | Katja Ebbinghaus | 6-4, 2-6, 7-5 |          |

## Parcours en Grand Chelem

### En simple dames
| Année | Open d'Australie (janvier) | Open d'Australie (janvier) | Internationaux de France | Internationaux de France | Wimbledon       | Wimbledon      | US Open         | US Open      | Open d'Australie (décembre) | Open d'Australie (décembre) |
| 1975  | -                          | -                          | -                        | -                        | 1er tour (1/64) | Jackie Fayter  | -               | -            | n/a                         | n/a                         |
| 1976  | 1/4 de finale              | Helen Gourlay              | 1er tour (1/32)          | Ilana Kloss              | 2e tour (1/32)  | Marise Kruger  | -               | -            | n/a                         | n/a                         |
| 1977  | 1er tour (1/16)            | Katja Ebbinghaus           | 2e tour (1/16)           | Janet Newberry           | 1er tour (1/64) | Wendy Turnbull | 1er tour (1/64) | Tracy Austin | -                           | -                           |
| 1978  | n/a                        | n/a                        | 2e tour (1/16)           | Pam Teeguarden           | -               | -              | -               | -            | 2e tour (1/8)               | Dorte Ekner                 |
| 1979  | n/a                        | n/a                        | 1er tour (1/32)          | Sue Barker               | 1er tour (1/64) | Rosie Casals   | -               | -            | -                           | -                           |
| 1980  | n/a                        | n/a                        | -                        | -                        | 1er tour (1/64) | Pam Shriver    | -               | -            | -                           | -                           |
| 1981  | n/a                        | n/a                        | 1er tour (1/64)          | Brenda Remilton          | 2e tour (1/32)  | Nina Bohm      | -               | -            | -                           | -                           |
| 1984  | n/a                        | n/a                        | 1er tour (1/64)          | Chris Evert              | -               | -              | -               | -            | -                           | -                           |

À droite du résultat, l’ultime adversaire.

### En double dames
| Année | Open d'Australie (janvier)   | Open d'Australie (janvier) | Internationaux de France    | Internationaux de France | Wimbledon                   | Wimbledon                 | US Open                      | US Open                     | Open d'Australie (décembre) | Open d'Australie (décembre) |
| 1975  | -                            | -                          | -                           | -                        | 1er tour (1/32) Iris Riedel | Jenny Dimond Penny Moor   | -                            | -                           | n/a                         | n/a                         |
| 1976  | 2e tour (1/8) H. Masthoff    | Diane Evers Chris O'Neil   | -                           | -                        | 2e tour (1/16) Iris Riedel  | Linky Boshoff Ilana Kloss | -                            | -                           | n/a                         | n/a                         |
| 1977  | 1er tour (1/8) K. Ebbinghaus | N. Gregory Jan Wilton      | 2e tour (1/8) Iris Riedel   | C. Matison Pam Whytcross | 1er tour (1/32) Iris Riedel | Rosie Casals Chris Evert  | 2e tour (1/16) K. Kuykendall | Kristien Shaw V. Ziegenfuss | -                           | -                           |
| 1978  | n/a                          | n/a                        | 1er tour (1/16) Iris Riedel | Donna Ganz Nancy Weigel  | -                           | -                         | -                            | -                           | 1er tour (1/8) Sue Barker   | Naoko Sato Pam Whytcross    |
| 1980  | n/a                          | n/a                        | -                           | -                        | 2e tour (1/16) S. Simmonds  | A. Buchanan Kim Sands     | -                            | -                           | -                           | -                           |

Sous le résultat, la partenaire ; à droite, l’ultime équipe adverse.

### En double mixte
N'a jamais participé à un tableau final.

## Parcours en Coupe de la Fédération
| #                                                                                | Date       | Lieu         | Surface         | Gagnante(s)                       | Perdante(s)                         | Score         |          |
|                                                                                  |            |              |                 |                                   |                                     |               |          |
| 1976 - 1er tour (groupe mondial) - Mexique - Allemagne de l'Ouest - 0 : 3        |            |              |                 |                                   |                                     |               |          |
| 1                                                                                | 22/08/1976 | Philadelphie | Moquette (int.) | Heidi Eisterlehner Helga Masthoff | Veronica Martinez Alejandra Vallejo | 6-3, 6-2      | Parcours |
|                                                                                  |            |              |                 |                                   |                                     |               |          |
| 1976 - 2e tour (groupe mondial) - Italie - Allemagne de l'Ouest - 0 : 3          |            |              |                 |                                   |                                     |               |          |
| 2                                                                                | 22/08/1976 | Philadelphie | Moquette (int.) | Heidi Eisterlehner Helga Masthoff | Daniela Marzano Manuela Zoni        | 6-4, 3-6, 6-1 | Parcours |
|                                                                                  |            |              |                 |                                   |                                     |               |          |
| 1976 - 1/4 de finale (groupe mondial) - Allemagne de l'Ouest - Australie - 0 : 3 |            |              |                 |                                   |                                     |               |          |
| 3                                                                                | 22/08/1976 | Philadelphie | Moquette (int.) | Evonne Goolagong Dianne Fromholtz | Heidi Eisterlehner Helga Masthoff   | 6-3, 6-3      | Parcours |
|                                                                                  |            |              |                 |                                   |                                     |               |          |
| 1978 - 1er tour (groupe mondial) - Allemagne de l'Ouest - Brésil - 3 : 0         |            |              |                 |                                   |                                     |               |          |
| 4                                                                                | 27/11/1978 | Melbourne    |                 | Heidi Eisterlehner                | Pat Medrado                         | 6-3, 3-6, 6-1 | Parcours |
|                                                                                  |            |              |                 |                                   |                                     |               |          |
| 1978 - 2e tour (groupe mondial) - Grande-Bretagne - Allemagne de l'Ouest - 2 : 1 |            |              |                 |                                   |                                     |               |          |
| 5                                                                                | 27/11/1978 | Melbourne    |                 | Virginia Wade                     | Heidi Eisterlehner                  | 6-0, 6-3      | Parcours |